# Argiope lobata
Argiope lobata  (Pallas, 1772) è una specie di ragno della famiglia Araneidae. 

## Descrizione

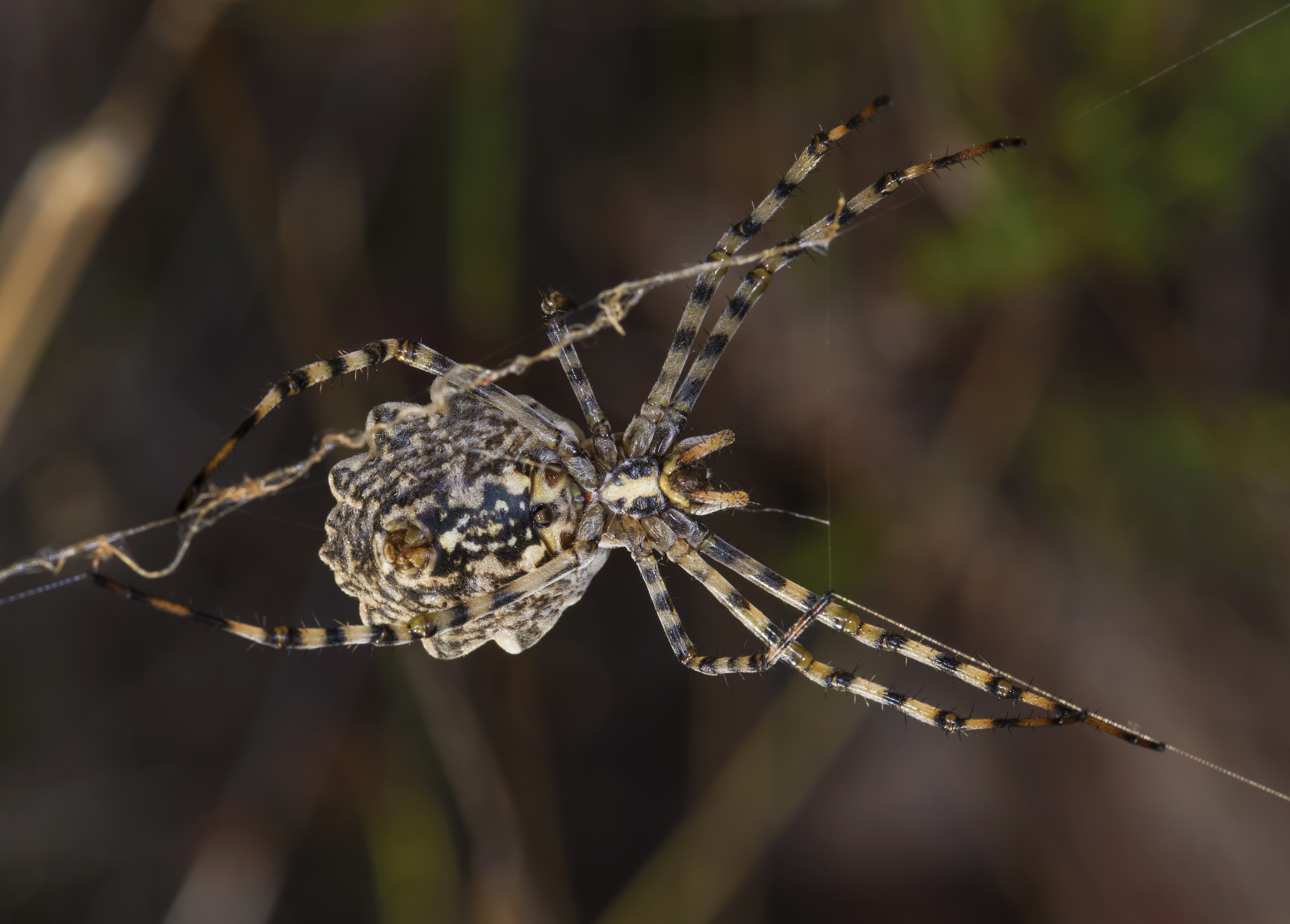
Vista ventrale di una femmina

Il maschio di questa specie è di piccole dimensioni (la sua lunghezza corporea massima è di 6 mm) mentre la femmina è decisamente più grande, e può arrivare ad una lunghezza di 25 mm. Il prosoma è caratterizzato da una folta peluria argentea. L'addome (opistosoma) è dorsalmente di colore argenteo con macchie nere e rossastre e presenta profondi solchi e il margine inciso da caratteristici lobi smussati. La parte ventrale è più scura, con disegni prevalentemente di colore marrone-giallognolo. Le zampe sono lunghe e alternano fasce chiare e scure. La tela è di seta gialla, molto resistente, e viene sospesa tra cespugli che possono essere distanti tra loro fino a 1,50 m. La tela è spesso decorata da stabilimenta e si presenta anche molto inclinata.

## Biologia

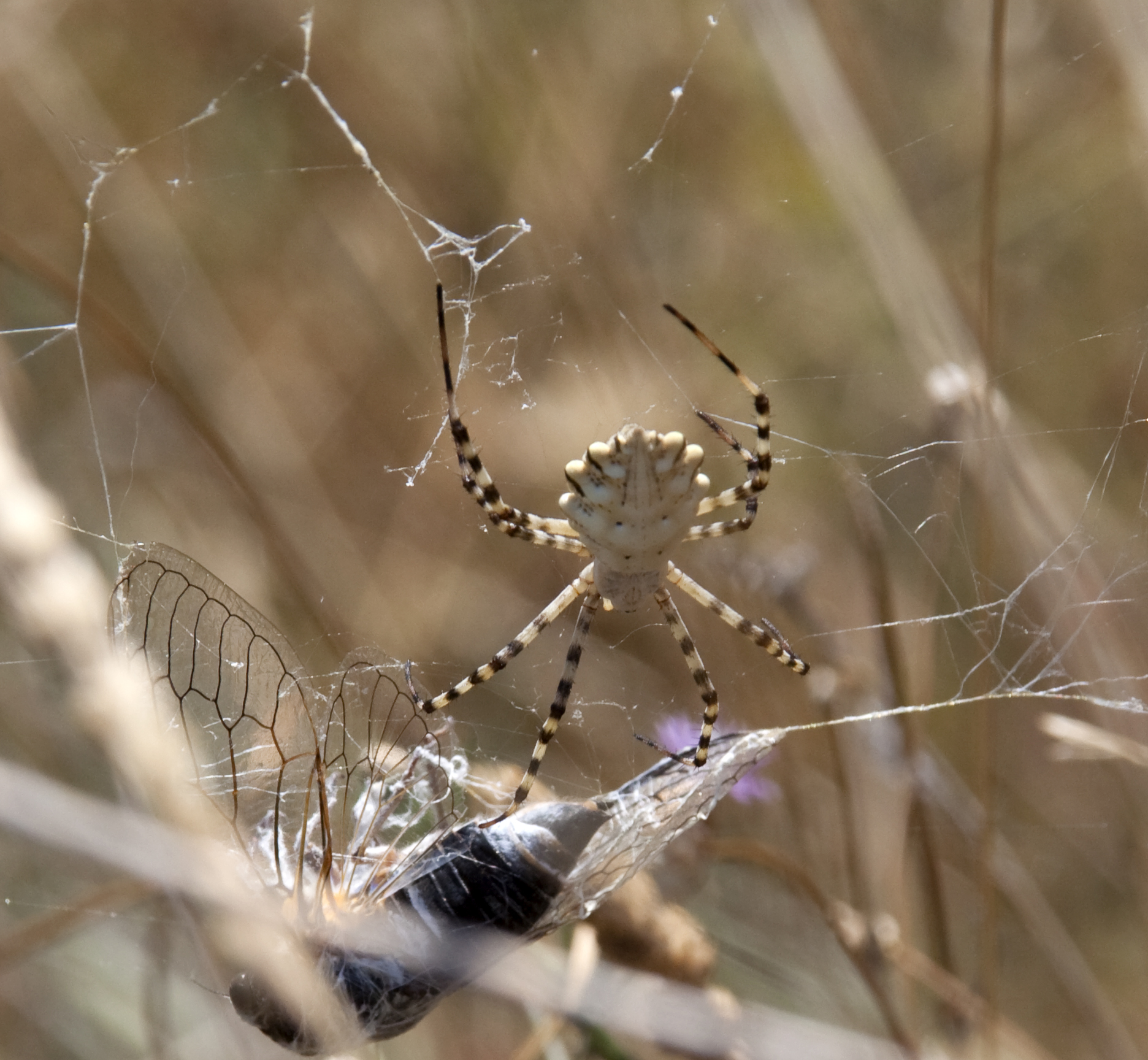
Un esemplare di A.lobata con una preda

Gli esemplari adulti sono presenti tra agosto e ottobre. Dopo l'accoppiamento il maschio spesso muore. A differenza che in altre specie di aracnidi la sua morte è spontanea e non è provocata dall'uccisione da parte della femmina. La specie si nutre in generale di insetti, ed è in grado di catturare prede di notevoli dimensioni come grossi ortotteri e lepidotteri (ad esempio Charaxes jasius, la farfalla del corbezzolo). È completamente innocua per l'uomo.  L'animale presidia la sua tela presentando verso l'alto la sua faccia ventrale che, essendo mimetica, lo rende poco facile da distinguere.

## Distribuzione e habitat
La specie ha un vasto areale che comprende l'intera Africa, l'Europa meridionale e parte dell'Asia. Frequenta di preferenza luoghi caldi e sassosi o sabbiosi.